# Calamotropha latellus
Calamotropha latellus là một loài bướm đêm trong họ Crambidae.